# 阿爾特桑達山脈

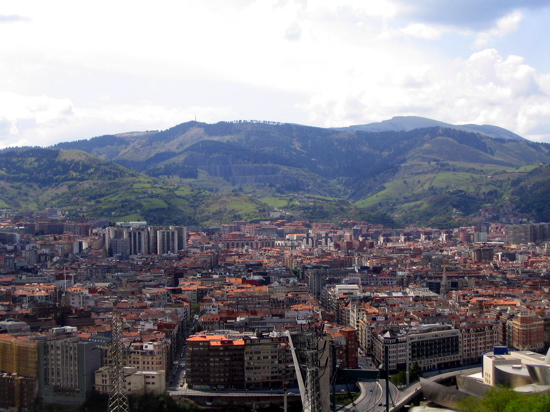

阿爾特桑達山脈（西班牙語：Archanda），是西班牙的山脈，位於該國北部巴斯克地區，是畢爾包的兩座山脈之一，另一座是帕加薩里山脈，海拔高度不超過300米。
43°16′26.25″N 2°55′14.34″W / 43.2739583°N 2.9206500°W